# Transatlântico

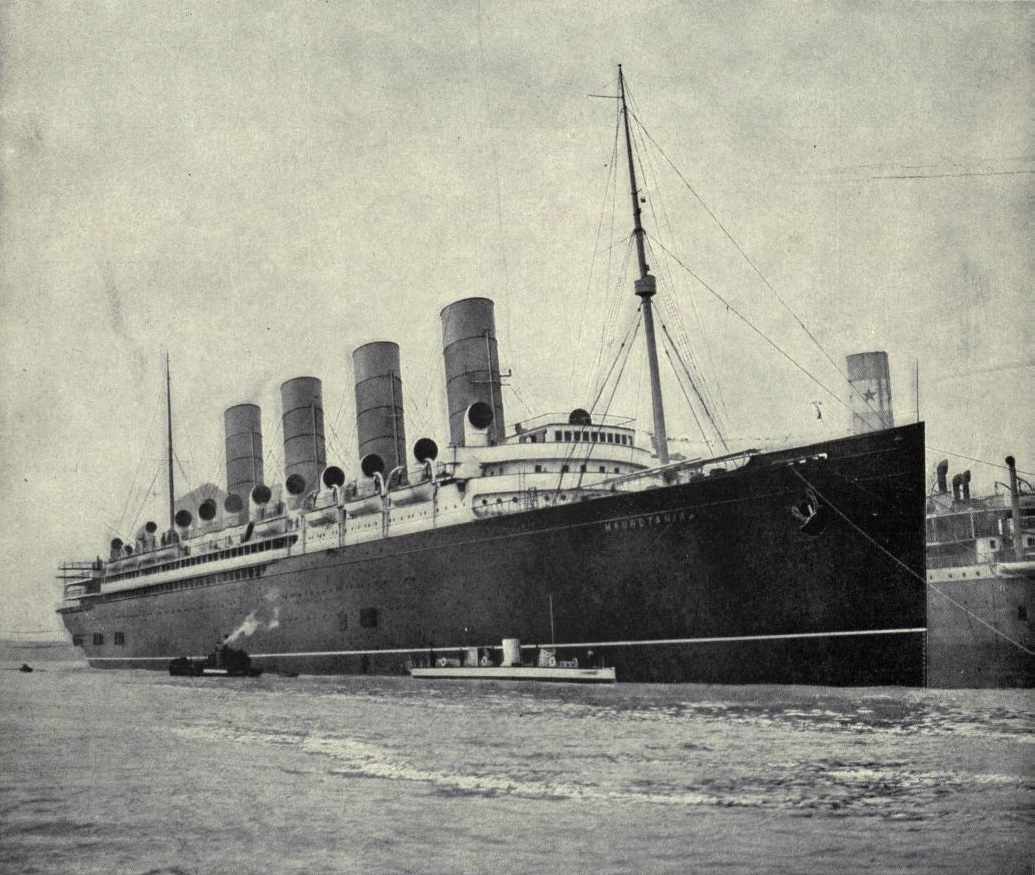
O RMS Mauretania foi um dos primeiros "super transatlânticos" do mundo

Transatlântico é um navio de carreira utilizado especificamente para a travessia do Oceano Atlântico, em rotas periódicas entre a Europa e a América. As embarcações também podem transportar carga ou correio e, por vezes empregadas em outros fins, como em cruzeiros de recreio, navios-hospitais e transporte de tropas.
As viagens transatlânticas iniciaram-se no século XIX. Com o advento do motor a vapor, os navios não mais dependiam do vento e de outras condições climáticas para suas travessias. O comércio intercontinental para distâncias cada vez maiores também tornou necessário uma melhoria nas viagens. O último passo foi dado quando o SS Sirius deixou Liverpool e chegou a Nova Iorque dezoito dias depois. Logo depois, O SS Great Western bateu o recorde e com isso começou a tradição da Flâmula Azul, atribuída ao navio de passageiros de linha regular transatlântica que batesse o recorde de velocidade média durante a travessia do Atlântico norte na rota Leste/Oeste e também na rota Oeste/Leste.
No começo do século XX, as viagens já estavam bem desenvolvidas e com isso veio a competição entre alemães, britânicos e franceses pela supremacia. Estes objetivavam superar os rivais nos quesitos velocidade, luxo, tamanho, e conforto. Nesta busca, a Norddeutscher Lloyd construiu o SS Kaiser Wilhelm der Grosse, a Cunard respondeu com o RMS Mauretania e RMS Lusitania, enquanto a White Star Line apresentou a Classe Olympic, navios estes que se tornaram modelos de construção para o mundo todo. Durante a Primeira e Segunda Guerra Mundial, os transatlânticos foram utilizados como transporte de tropas e navios-hospitais.
Após o término do conflito, os transatlânticos perderam espaço para a aviação comercial, que tornou as viagens de navio ultrapassadas. Em 1952, o SS United States foi o último navio transatlântico a ganhar a Flâmula Azul. Já o Queen Elizabeth 2 foi aposentado em 1998, com o RMS Queen Mary 2 sendo o último transatlântico em operação nos dias atuais.

## História

### Século XIX
Os primeiros navios de transporte surgiram em meados do século XVII. Esses eram responsáveis pelo serviço de correio entre a Grã-Bretanha e o continente europeu. Às vezes levavam a bordo alguns passageiros. A marinha britânica era então uma das mais poderosas do mundo, quando exploraram rotas comerciais ao redor do globo para importar materiais exóticos. O Mar do Norte e o Mar Báltico também se tornaram importantes rotas comerciais.

Desde o século XVIII, as grandes potências marítimas começaram a se equilibrar, e o ideal do holandês Hugo Grócio, segundo o qual os mares pertencem a todos, se materializava. No começo do século XIX, a Revolução Industrial e o comércio intercontinental tornaram imperativo o desenvolvimento de vínculos seguros entre os continentes. Estando no topo entre as potências coloniais, o Reino Unido precisava de rotas marítimas estáveis para conectar diferentes partes de seu império: Extremo Oriente, Índia, Austrália, etc. O nascimento do conceito de água internacional e a falta de qualquer reivindicação a ela simplificou a navegação. Em 1818, a Black Ball Line, com uma frota de veleiros, ofereceu o primeiro serviço regular de passageiros com ênfase no conforto.

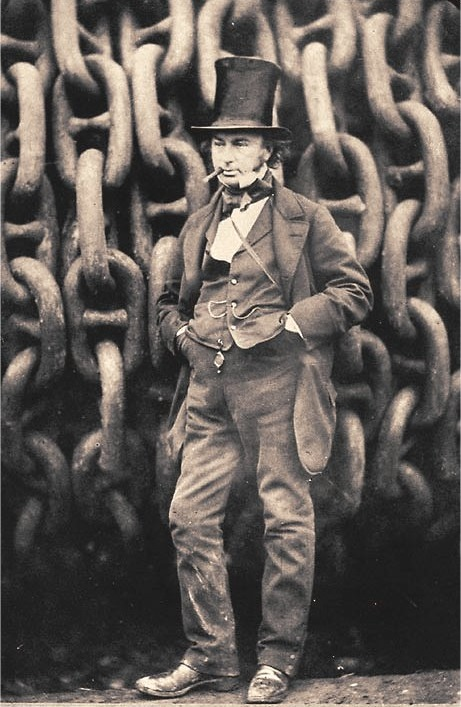
Isambard Kingdom Brunel revolucionou o transporte naval

Em 1807, Robert Fulton conseguiu aplicar motores a vapor aos navios. Ele construiu o primeiro navio movido por essa tecnologia, o Clermont, que viajou de Nova Iorque a Albany em trinta horas. Logo depois, outras embarcações foram construídas com a inovação. Em 1816, o Élise se tornou o primeiro navio a vapor a cruzar o Canal da Mancha. Outro avanço importante veio em 1819, quando o SS Savannah se tornou o primeiro navio a vapor a cruzar o Oceano Atlântico. Ele deixou a cidade de mesmo nome e chegou a Liverpool, na Inglaterra, em 27 dias. A maior parte da distância foi percorrida à vela; a energia a vapor não foi usada por mais de 72 horas durante a viagem. O entusiasmo do público pela nova tecnologia não foi grande, já que nenhuma das trinta e duas pessoas que reservaram um lugar a bordo embarcou no navio para aquela viagem histórica. Embora Savannah tivesse provado que um navio a vapor era capaz de cruzar o oceano, o público ainda não estava preparado para confiar nesses meios de transporte em mar aberto e, em 1820, a máquina a vapor foi retirada do navio. O desenvolvimento da tecnologia continuou e um novo passo foi dado em 1833. Quando o Royal Edward conseguiu cruzar o Atlântico usando, principalmente, a força do vapor em toda a viagem. A vela passou a ser usada apenas durante a limpeza das caldeiras. Ainda havia muitos céticos e, em 1836, o escritor científico Dionysius Lardner declarou: 
"A viagem diretamente de Nova York a Liverpool, é tão perfeitamente quimérica quanto falar em fazer a viagem de Nova York à lua."

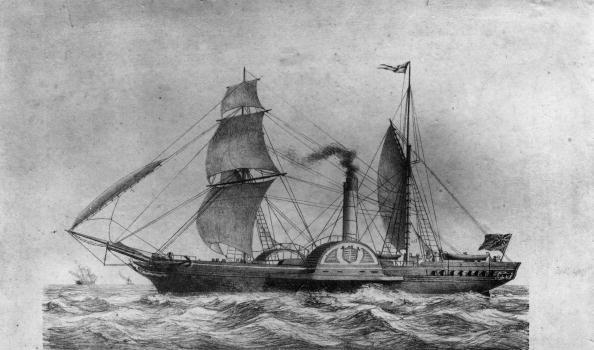
O SS Sirius inaugurou a competição pela viagem transatlântica mais rápida

O último passo em direção às viagens de longa distância usando a energia a vapor foi dado em 1838, quando o SS Sirius deixou Liverpool em 3 de abril e chegou a Nova Iorque dezoito dias depois, em 22 de abril, após uma travessia turbulenta. Muito pouco carvão foi preparado para a travessia e a tripulação teve que queimar os móveis da cabine e algumas velas para completar a viagem. o percurso ocorreu a uma velocidade de 8,03 nós. Isso foi possibilitado pelo uso de um condensador, que alimentava as caldeiras com água doce, evitando o desligamento periódico das caldeiras para a retirada do sal. A façanha durou pouco. No dia seguinte, o SS Great Western, projetado pelo engenheiro ferroviário Isambard Kingdom Brunel, chegou a Nova Iorque. Ele deixou Liverpool em 8 de abril e ultrapassou o recorde de Sirius com uma velocidade média de 8,66 nós. Começava a corrida de velocidade e, com ela, a tradição da Flâmula Azul.
Com o Great Western, Isambard Kingdom Brunel lançou as bases para novas técnicas de construção naval. Ele percebeu que a capacidade de carga de um navio aumenta com o cubo de suas dimensões, enquanto a resistência da água só aumenta com o quadrado de suas dimensões. Isso significa que os navios de grande porte são mais eficientes em termos de combustível, algo muito importante para viagens longas no Atlântico. Construir grandes navios era, portanto, mais lucrativo. Além disso, a migração para as Américas aumentou enormemente. Esses movimentos populacionais foram um ganho financeiro inesperado para as companhias de navegação, algumas das maiores companhias de navegação foram fundadas nessa época. Alguns exemplos são a P&O do Reino Unido em 1822 e a Compagnie Générale Transatlantique da França em 1855.
A máquina a vapor também permitiu que os navios prestassem serviço regular sem o uso de velas. Este aspecto agradou particularmente às empresas postais, que arrendavam os serviços de navios para servir clientes separados pelo oceano. Em 1839, Samuel Cunard fundou a Cunard Line e tornou-se o primeiro a dedicar a atividade da sua empresa marítima ao transporte de malas, garantindo assim um serviço regular dentro de um determinado horário. Os navios da empresa operavam nas rotas entre o Reino Unido e os Estados Unidos. Com o tempo, a roda de pás, impraticável em alto mar, foi abandonada em favor da hélice. Em 1840, o RMS Britannia, da Cunard Line, fez o primeiro serviço regular de passageiros e carga em um navio a vapor, navegando de Liverpool a Boston.
Conforme o tamanho do navio aumentou, o casco de madeira tornou-se muito frágil e cada vez menos capaz de suportar a estrutura do navio. Para resolver este problema foram criados, em 1845, os primeiros cascos de metal. O primeiro navio a ser com casco de ferro e equipado com uma hélice foi o SS Great Britain, outra criação de Brunel. Sua carreira foi marcada por acidentes e curta. Ele encalhou na Baía de Dundrum em 1846. Em 1884, foi aposentado e levado para as Ilhas Malvinas, onde foi usado como armazém e navio de quarentena, até que foi afundado em 1937, sendo reflutuado e conservado como navio-museu posteriormente. A empresa americana Collins Line adotou uma abordagem diferente, ela equipou seus navios com câmaras frigoríficas, sistemas de aquecimento e várias outras inovações, mas a operação destes navios era muito cara. O naufrágio de dois de seus navios foi um grande golpe para a empresa, que decretou falência e foi dissolvida em 1858.

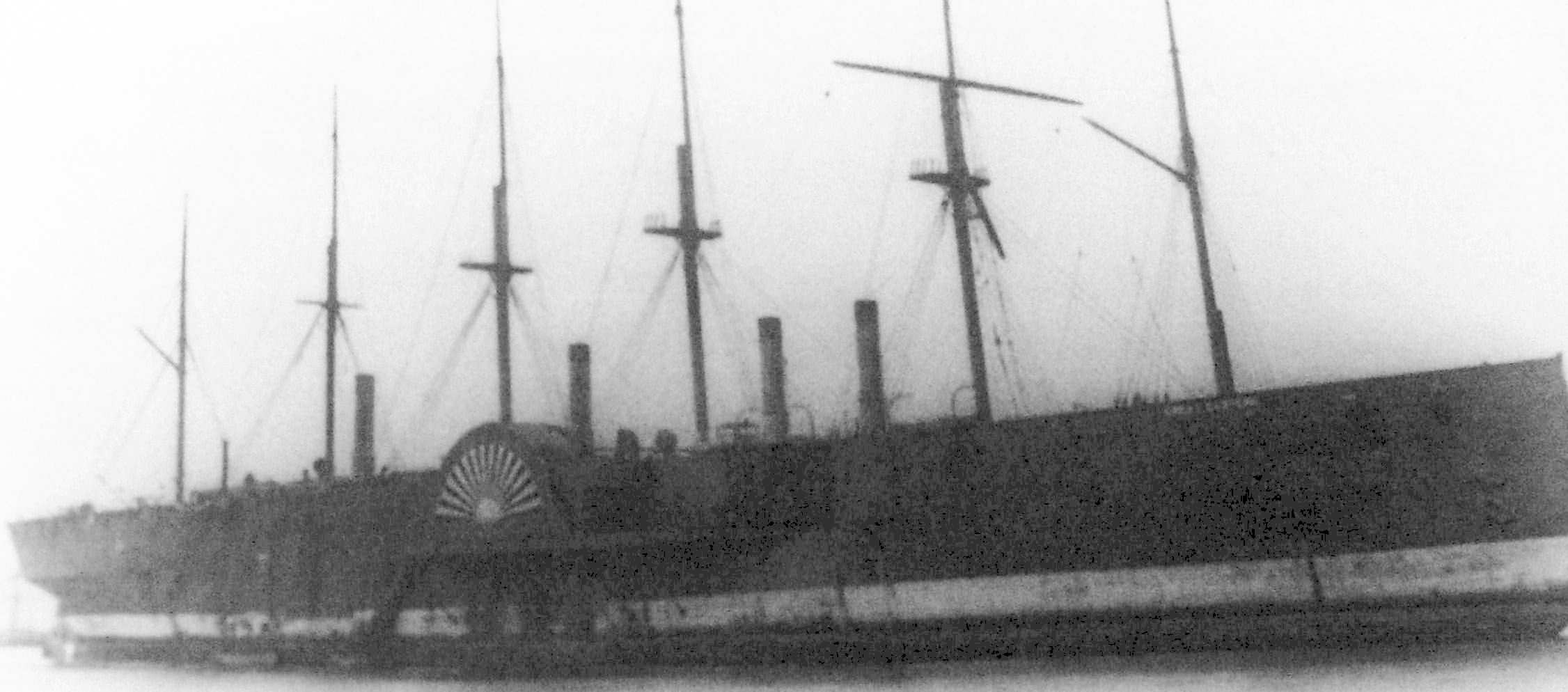
O SS Great Eastern em 1858

Em 1858, Brunel planejou e construiu sua terceira e última embarcação de grande porte, o SS Great Eastern, que durante os 43 anos seguintes foi o maior navio de passageiros a operar. Ele tinha a capacidade de transportar cinco mil pessoas. Sua carreira foi marcada por uma série de falhas e incidentes, sendo uma delas uma explosão a bordo durante sua viagem inaugural, na qual quase não havia passageiros.
Muitos navios de propriedade de empresas alemãs, entre as quais Hamburg Amerika Linie e a Norddeutscher Lloyd, navegavam dos principais portos alemães, como Hamburgo e Bremen, para os Estados Unidos. O ano de 1858 foi marcado por um grande acidente: o naufrágio do SS Austria, em 13 de setembro. O navio, construído em Greenock, navegava entre Hamburgo e Nova York duas vezes por mês, até que em uma dessas viagens sofreu um incêndio na costa de Newfoundland e afundou. causando a morte de 89 dos 542 passageiros.
No mercado britânico, a Cunard Line e a White Star Line (esta última depois de ser comprada por Thomas Ismay em 1868) competiam fortemente entre si no final da década de 1860. A luta foi simbolizada pela conquista da Flâmula Azul, que as duas empresas ganharam várias vezes por volta do final do século. O luxo e a tecnologia dos navios também estavam evoluindo. As velas auxiliares tornaram-se obsoletas e desapareceram por completo no final do século. O possível uso militar de navios de passageiros foi previsto e, em 1889, o RMS Teutonic se tornou o primeiro cruzador auxiliar da história. Em tempo de guerra, o transatlântico pôde ser facilmente equipado com canhões e usado no conflito. O Teutonic conseguiu impressionar o imperador Guilherme II da Alemanha, que queria ver seu país dotado de uma frota moderna.
Em 1870, o RMS Oceanic, da White Star Line, estabeleceu um novo padrão para viagens marítimas, ao ter suas cabines de primeira classe à meia-nau, com a comodidade adicional de eletricidade e água corrente.
O RMS Umbria e seu irmão, o RMS Etruria, foram os dois últimos navios da Cunard do período a serem equipados com velas auxiliares. Ambos foram construídos pela John Elder & Co. em Glasgow, Escócia, em 1884. Eles quebraram recordes e foram os maiores navios em serviço, fazendo a rota de Liverpool a Nova York.
O SS Ophir era um navio a vapor de 6.814 toneladas de propriedade da Orient Steamship Co., equipado com sistema de refrigeração. Ele percorreu a rota do Canal de Suez, da Inglaterra à Austrália, durante a década de 1890, até os anos que antecederam a Primeira Guerra Mundial, quando foi convertido em um cruzador mercante armado.
Em 1897, a Norddeutscher Lloyd lançou o SS Kaiser Wilhelm der Grosse, que foi seguido três anos depois por três navios irmãos. Era luxuoso e rápido, conquistando a Flâmula azul. Ele também foi o primeiro de quatorze transatlânticos com quatro funis, embora necessitasse de apenas dois. Porém, mais funis davam aos passageiros uma sensação de segurança e poder. Em 1900, a Hamburg Amerika Line competiu com seu próprio navio de quatro funis, o SS Deutschland. Ele rapidamente obteve a Flâmula Azul. Essa corrida por velocidade, no entanto, era prejudicial ao conforto dos passageiros e gerava forte vibração, o que fez seu proprietário perder o interesse após ele perder a Flâmula Azul para outro navio da Norddeutscher Lloyd. Ele voltou a ser utilizado para a travessia transatlântica dez anos depois, antes de ser convertido em um navio de cruzeiro.

### Início do século XX
Em 1902, JP Morgan abraçou a ideia de um império marítimo composto por um grande número de empresas. Ele fundou a International Mercantile Marine Co., um fundo que originalmente compreendia apenas companhias de navegação americanas. A companhia então absorveu a Leyland Line e a White Star Line.
Embora os navios alemães dominassem em termos de velocidade, os britânicos dominavam em termos de tamanho. RMS Oceanic e os Quatro Grandes da White Star Line foram os primeiros navios a ultrapassar o SS Great Eastern como os maiores navios de passageiros. Em última análise, o proprietário deles era americano (como mencionado acima, a White Star Line foi absorvida pelo fundo de JP Morgan). Diante dessa grande competição, o governo britânico contribuiu financeiramente para a construção de dois navios que deveriam ter tamanho e velocidade incomparáveis pela Cunard Line, com a condição de que estivessem disponíveis para conversão em cruzadores armados quando necessário para a marinha. O resultado desta parceria foi a conclusão em 1907 de dois navios irmãos: RMS Lusitania e RMS Mauretania, que ganharam a Flâmula Azul durante suas respectivas viagens inaugurais. Este último manteve essa distinção por vinte anos. Sua grande velocidade foi alcançada pelo uso de turbinas em vez de máquinas de expansão convencionais. Em resposta à competição da Cunard Line, a White Star Line encomendou os navios da classe Olympic no final de 1907. O primeiro desses três navios, o RMS Olympic, concluído em 1911, teve uma longa carreira, embora pontuada por incidentes. Este não foi o caso de seu irmão, o RMS Titanic, que afundou em sua viagem inaugural em 15 de abril de 1912, resultando em várias mudanças nas práticas de segurança marítima. Quanto ao terceiro irmão, o HMHS Britannic, ele nunca serviu ao propósito pretendido como um navio de passageiros, já que foi convocado na Primeira Guerra Mundial como um navio-hospital e afundou após colidir com uma mina marítima, em 1916.
Ao mesmo tempo, a França tentou marcar sua presença com a conclusão, em 1912, do SS France, de propriedade da Compagnie Générale Transatlantique. Ele foi considerado como inferior em termos de luxo. A Alemanha logo respondeu à competição dos britânicos. De 1912 a 1914, a Hamburg America Line completou um trio de transatlânticos significativamente maiores do que os navios da classe Olympic, da White Star Line. O primeiro a ser concluído, em 1913, foi o SS Imperator, e foi seguido pelo SS Vaterland, em 1914. A construção do terceiro navio, SS Bismarck, foi interrompida pela eclosão da Primeira Guerra Mundial.

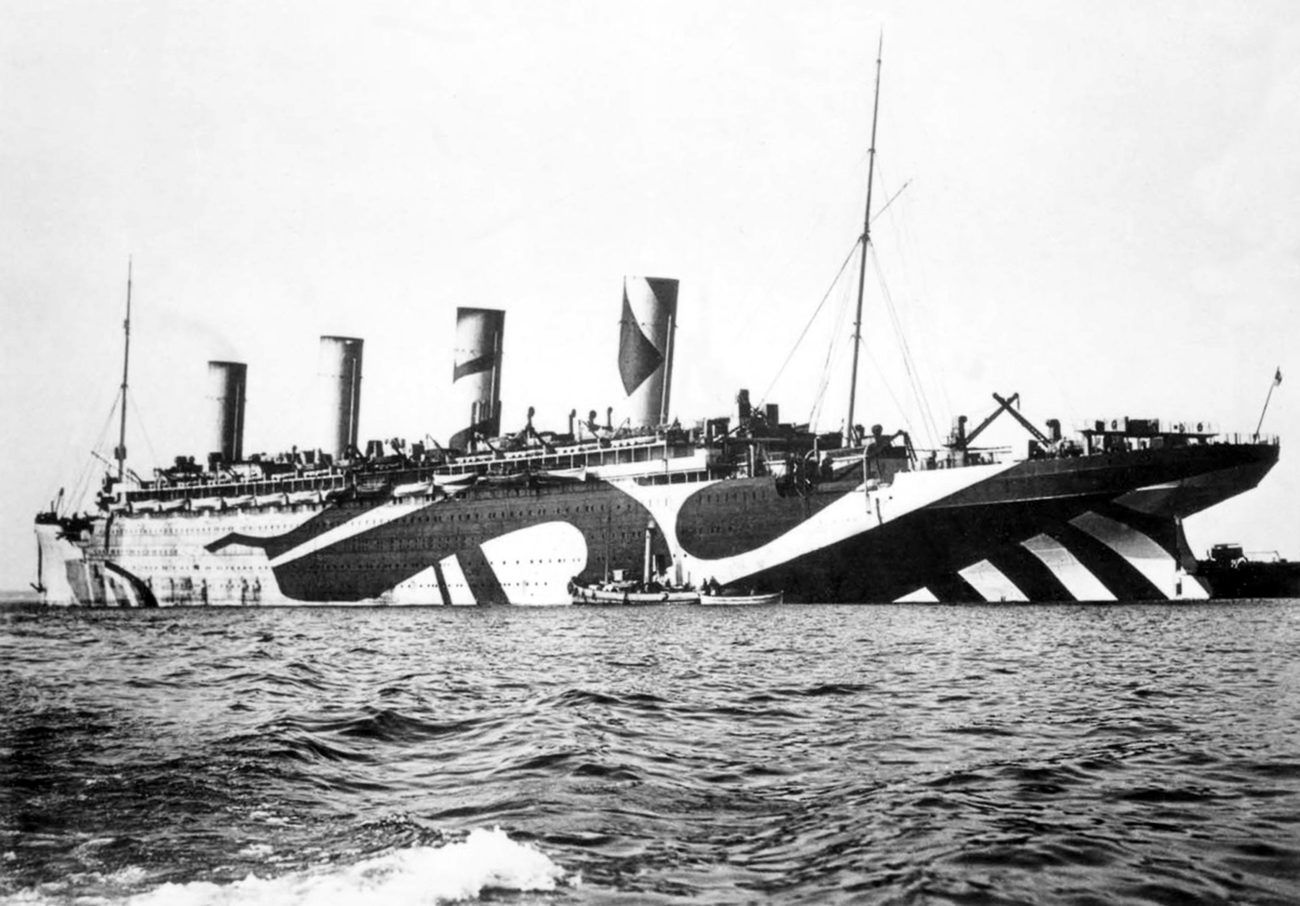
O com camuflagem disruptiva durante a Primeira Guerra Mundial

O conflito criou uma época difícil para os transatlânticos. Alguns deles, como o Mauretania, Aquitania, Britannic e France foram transformados em navios-hospital. Outros se tornaram transportes de tropas, enquanto alguns, como o Kaiser Wilhelm der Grosse, participaram da guerra como cruzadores auxiliares. O uso deles como transporte de tropas era muito popular devido ao seu grande tamanho. Os que foram convertidos em navios de tropa foram pintados em camuflagem disruptuva para reduzir o risco de serem torpedeados por submarinos inimigos.
A guerra também marcou a perda de muitos transtlânticos. O Britannic, por exemplo, enquanto servia como um navio-hospital, afundou no Mar Egeu, em 1916, depois de atingir uma mina. Numerosos incidentes de torpedos também ocorreram. O Kaiser Wilhelm der Grosse foi derrotado e afundado após uma batalha com o HMS Highflyer, na costa da África Ocidental, enquanto seu navio irmão, Kronprinz Wilhelm, serviu como um cruzador auxiliar mercante. O torpedeamento e naufrágio do RMS Lusitania, em 7 de maio de 1915, causou a perda de 128 vidas americanas, numa época em que os Estados Unidos ainda eram neutros. Embora outros fatores tenham entrado em jogo, a perda de vidas americanas no naufrágio empurrou fortemente o país a favorecer as potências aliadas e facilitou sua entrada no conflito.
As perdas dos navios de propriedade das potências aliadas foram compensadas pelo Tratado de Versalhes, em 1919. Isso levou à concessão de muitos transatlânticos alemães aos aliados vitoriosos. O trio da Hamburg America Line (Imperator, Vaterland e Bismarck) foi dividido entre a Cunard Line, a White Star Line e a United States Lines, enquanto os três navios sobreviventes da classe Kaiser foram requisitados pela Marinha dos Estados Unidos. O Tirpitz, cuja construção foi adiada pela eclosão da guerra, acabou se tornando o RMS Empress of Australia. Dos "superliners" alemães, apenas o Deutschland, por causa de seu estado precário, evitou esse destino.

### Depois da Primeira Guerra Mundial
Após um período de reconstrução, as companhias marítimas se recuperaram rapidamente dos danos causados pela Primeira Guerra Mundial. Os navios, cuja construção foi iniciada antes do conflito, como o SS Paris, da CGT, foram concluídos e colocados em serviço. Proeminentes transatlânticos britânicos, como o Olympic e o Mauretania, também voltaram ao serviço e tiveram uma carreira de sucesso no início dos anos 1920. Navios mais modernos também foram construídos, como o SS Île de France, em 1927. A United States Lines, ao receber o Vaterland, rebatizou-o de Leviathan e fez dele o carro-chefe da frota da empresa. Como todos os navios registrados nos EUA contavam como uma extensão do território dos EUA, a Lei de Proibição Nacional tornou os navios americanos livres de álcool, fazendo com que os passageiros em busca de bebidas alcoólicas escolhessem outros navios para viajar, reduzindo substancialmente os lucros da United States Lines.

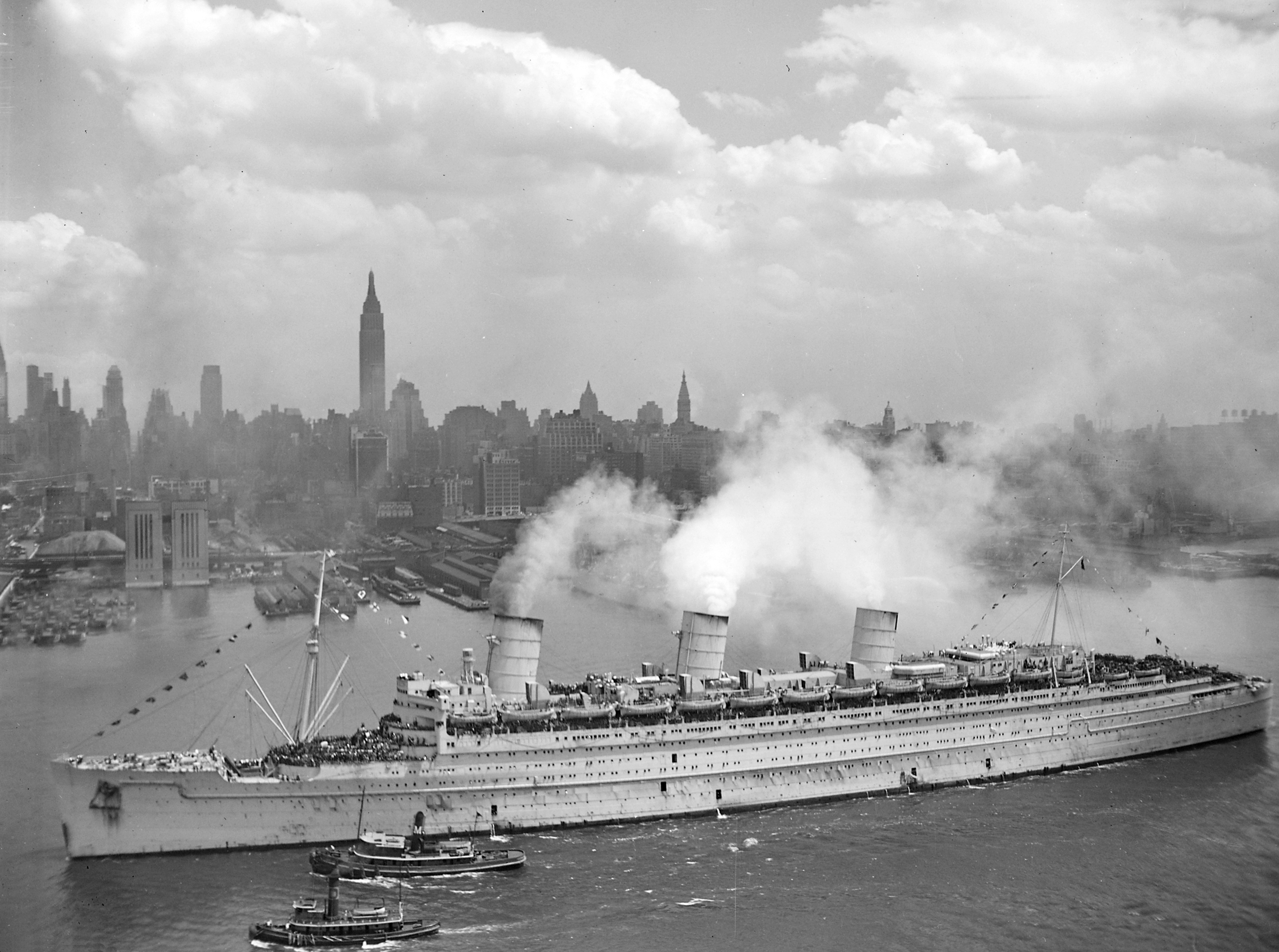
O Queen Mary, durante seu serviço de guerra

Em 1929, a Alemanha voltou à cena com os dois navios da Norddeutscher Lloyd, SS Bremen e SS Europa. O Bremen venceu a Flâmula Azul e a tirou do Mauretania, da Grã-Bretanha, que ostentava o título há vinte anos. Logo, a Itália também entrou em cena. A empresa Italia di Navigazione construiu o SS Rex e o SS Condi di Savoia, em 1932, quebrando os recordes de luxo e velocidade (O Rex obteve a Flâmula Azul em 1933). A França reentrou em cena com o SS Normandie, da Compagnie Générale Transatlantique (CGT). Ele era o maior navio à tona na época de sua conclusão, em 1932. Ele também foi o mais rápido, vencendo a Flâmula Azul em 1935.
Uma crise surgiu quando os Estados Unidos reduziram drasticamente suas cotas de imigrantes, fazendo com que as companhias marítimas perdessem grande parte de suas receitas e tivessem que se adaptar a essa situação. A Grande Depressão também desempenhou um papel importante, causando uma redução drástica no número de pessoas que cruzavam o Atlântico e, ao mesmo tempo, recrudescendo o número de viagens transatlânticas lucrativas. Em resposta, as companhias de navegação redirecionaram muitos de seus navios para um serviço de cruzeiro mais rentável. Em 1934, no Reino Unido, a Cunard Line e a White Star Line estavam em péssimas condições financeiras. O Chanceler do Tesouro, Neville Chamberlain, propôs a fusão das duas empresas para solucionar seus problemas de caixa. A fusão ocorreu em 1934 e deu início à construção do Queen Mary, enquanto as duas empresas progressivamente enviavam seus navios mais antigos para a desmontagem. O Queen Mary foi o navio mais rápido de seu tempo e o maior por um curto período de tempo, ele deteve a Flâmula Azul duas vezes. A construção de um segundo navio, o Queen Elizabeth, foi interrompida pela eclosão da Segunda Guerra Mundial, que foi rica em eventos envolvendo transatlânticos
Desde o início, transatlânticos alemães foram requisitados e muitos foram transformados em navios-quartéis. Foi durante essa atividade que o Bremen pegou fogo e foi sucateado, em 1941. Já o RMS Queen Elizabeth e o RMS Queen Mary prestaram serviços distintos.
Muitos foram afundados com grande perda de vidas. Os três piores desastres foram a perda do "Cunarder" Lancastria, em 1940, ao largo de Saint-Nazaire, durante um bombardeio alemão, na tentativa de evacuação das tropas da Força Expedicionária Britânica da França, com a perda de mais de três mil vidas; o naufrágio do MV Wilhelm Gustloff, depois que o navio foi torpedeado por um submarino soviético, deixou mais de nove mil vidas perdidas, tornando-se o desastre marítimo mais mortal da história; e o naufrágio do SS Cap Arcona com mais de sete mil vidas perdidas, em 1945.
O SS Rex foi bombardeado e afundado em 1942, enquanto o Normandie pegou fogo, virou e afundou em Nova York, em 1942, ao ser convertido para o serviço militar. Muitos dos superliners dos anos vinte e trinta foram vítimas de submarinos, minas ou aeronaves inimigas. O Empress of Britain, por exemplo, foi atacado por aviões alemães e depois torpedeado por um submarino quando os rebocadores tentaram levá-lo para um local seguro.

### Declínio
O governo dos Estados Unidos ficou muito impressionado com o serviço do Queen Mary e do Queen Elizabeth como navios de transporte durante a guerra. Para garantir um transporte confiável e rápido de tropas em caso de guerra contra a União Soviética, patrocinou a construção do SS United States, que entrou em serviço para a United States Lines, em 1952. Ele venceu a Flâmula Azul em sua viagem inaugural naquele ano e manteve-o até a vitória de Richard Branson, em 1986, com o Virgin Atlantic Challenger II. Um ano depois, em 1953, a Itália completou construção do SS Andrea Doria, que afundou em 1956, após colidir com o MS Stockholm.

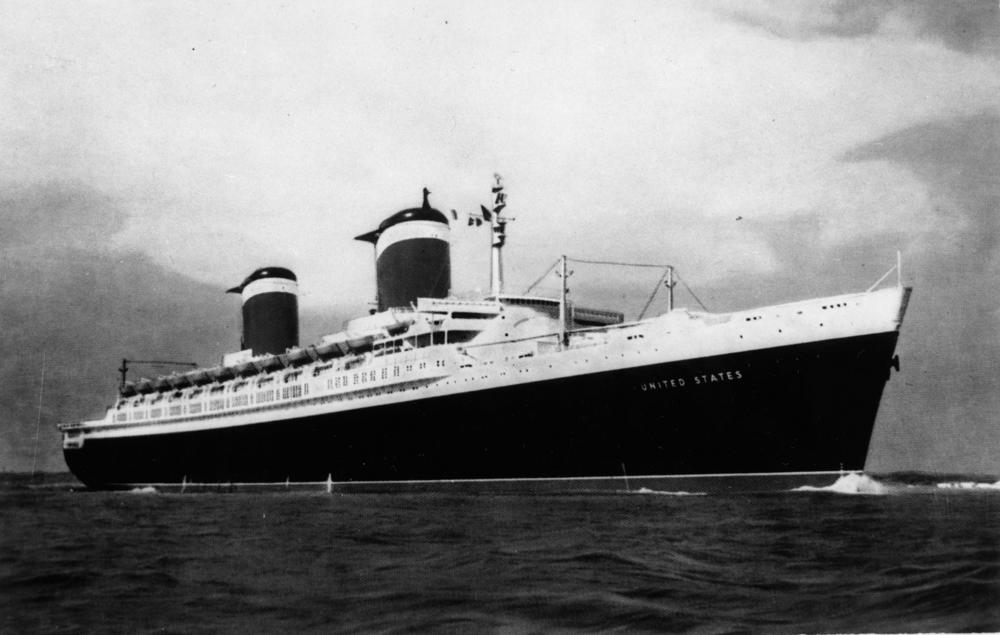
O SS United States foi o último transatlântico a ganhar a Flâmula Azul

Antes da Segunda Guerra Mundial, as aeronaves não eram uma ameaça significativa para as viagens transatlânticas. A maioria dos aviões do pré-guerra gerava barulhos desagradáveis, eram vulneráveis ao mau tempo, poucas tinham o alcance necessário para voos transoceânicos e todas eram caras e tinham uma pequena capacidade de passageiros. O conflito acelerou o desenvolvimento de aeronaves grandes e de longo alcance. Bombardeiros com quatro motores, como o Avro Lancaster e o Boeing B-29 Superfortress, com seu longo alcance e enorme capacidade de carga, eram protótipos naturais para aviões de passageiros da próxima geração do pós-guerra. O desenvolvimento da tecnologia dos motores a jato também se acelerou. Em 1953, o De Havilland Comet se tornou o primeiro avião comercial a jato; seguiram-se o Sud Aviation Caravelle, o Boeing 707 e o Douglas DC-8. Como resultado, o SS Mchelangelo, da Italia di Navigazione, e o SS Raffaello, lançados em 1962 e 1963 respectivamente, foram os dois últimos transatlânticos a serem construídos, principalmente para o serviço marítimo através do Atlântico Norte. No início da década de 1960, 95% do tráfego de passageiros no Atlântico era de aeronaves. Assim, o reinado dos transatlânticos chegou ao seu fim. No início dos anos 1970, muitos navios de passageiros continuaram seus serviços, mas dessa vez como navios de cruzeiro.
Em 1982, durante a Guerra das Malvinas, três transatlânticos ativos ou antigos foram utilizados pelo governo britânico. O Queen Elizabeth 2 e o Canberra, foram requisitados junto à Cunard e P&O para servir como navios de tropa, transportando pessoal do Exército Britânico para a Ilha de Ascensão e as Ilhas Malvinas, a fim recuperar o arquipélago das forças invasoras argentinas. O navio de cruzeiro educacional da P&O e antigo transatlântico da British India Steam Navigation Company, Uganda, foi requisitado como navio-hospital e serviu como navio de tropa após a guerra, até que a estação de Mount Pleasant, da RAF fosse construída em Stanley, de modo a operar serviços aéreos.

### Século XXI

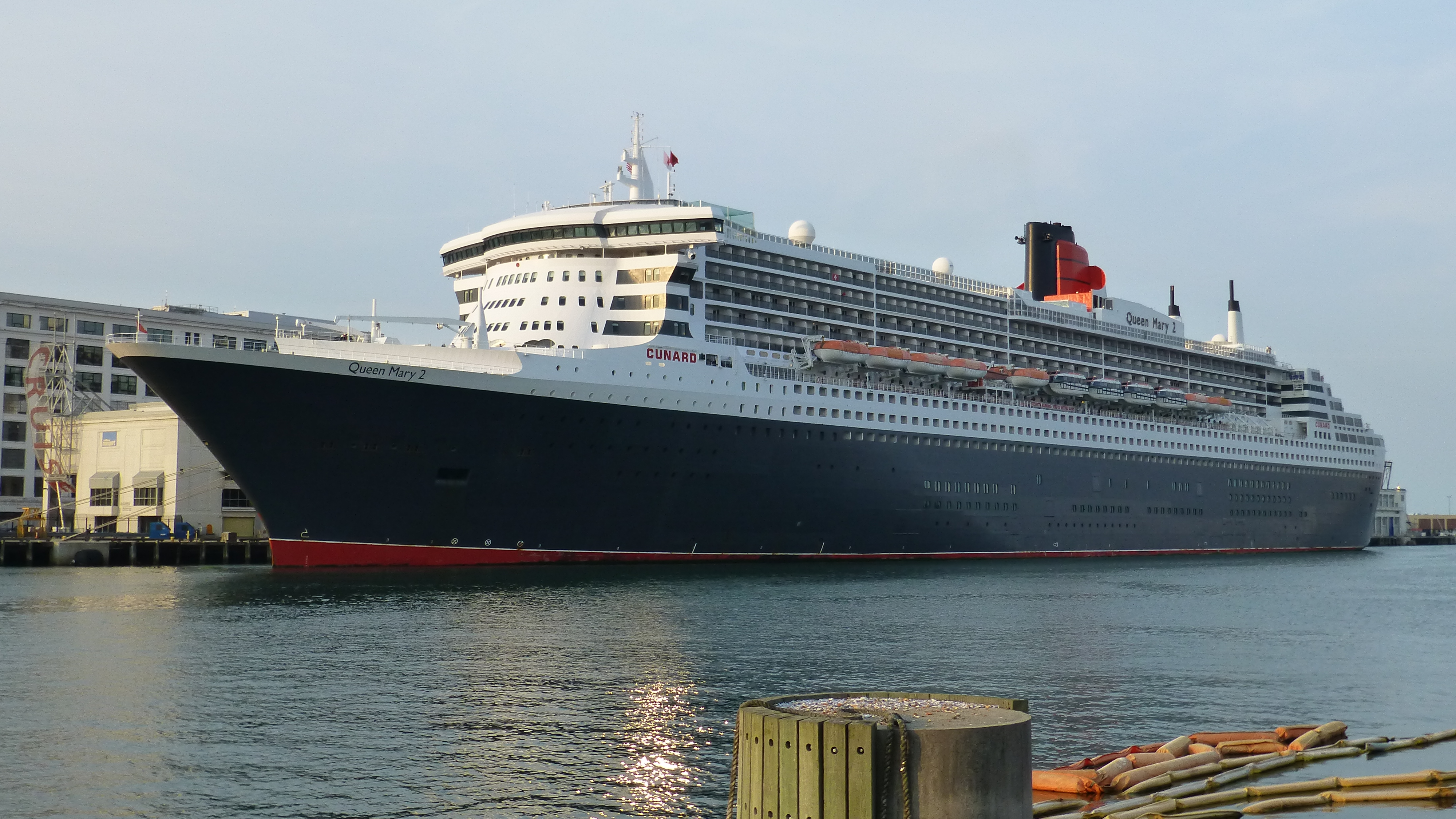
Queen Mary 2.

Na primeira década do século XXI, poucos e antigos transatlânticos existiam.  Alguns como o SS France, navegavam como navios de cruzeiro, enquanto outros, como o Queen Mary, foram preservados como museus ou colocados no cais, como o SS United States. Após a aposentadoria do Queen Elizabeth 2, em 2008, o único transatlântico em serviço foi o Queen Mary 2, construído em 2003-04, usado tanto para viagens de linha quanto para cruzeiros.

## Sobreviventes
Quatro transatlânticos fabricados antes da Segunda Guerra Mundial sobrevivem hoje, pois foram preservados como museus e hotéis. O transatlântico japonês Hikawa Maru, foi mantido em Naka-ku, Yokohama, como um navio-museu, desde 1961. O RMS Queen Mary foi preservado após sua aposentadoria, em 1967, tornando-se um museu e hotel, em Long Beach, Califórnia. Na década de 1970, o SS Great Britain também foi preservado e agora está em Bristol, na Inglaterra, também como museu. O último navio a ser preservado é o MV Doulos, que se tornou um hotel com ancoradouro seco na Ilha de Bintan, Indonésia.
Os transatlânticos do pós-guerra ainda existentes são o SS United States (1952), ancorado na Filadélfia desde 1996; o Rotterdam (1958), atracado em Rotterdam como museu e hotel desde 2008; e o Queen Elizabeth 2 (1967). O MV Astoria (1948) (originalmente MS Stockholm, que colidiu com o Andrea Doria em 1956) estava em serviço ativo até a pandemia de COVID-19. Ele foi devolvido ao banco português que o possuiu depois que a Cruise & Maritime Voyages deixou de operar em julho de 2020.

## Principais construtores e empresas de transporte

### Estaleiros

#### Britânico e alemão

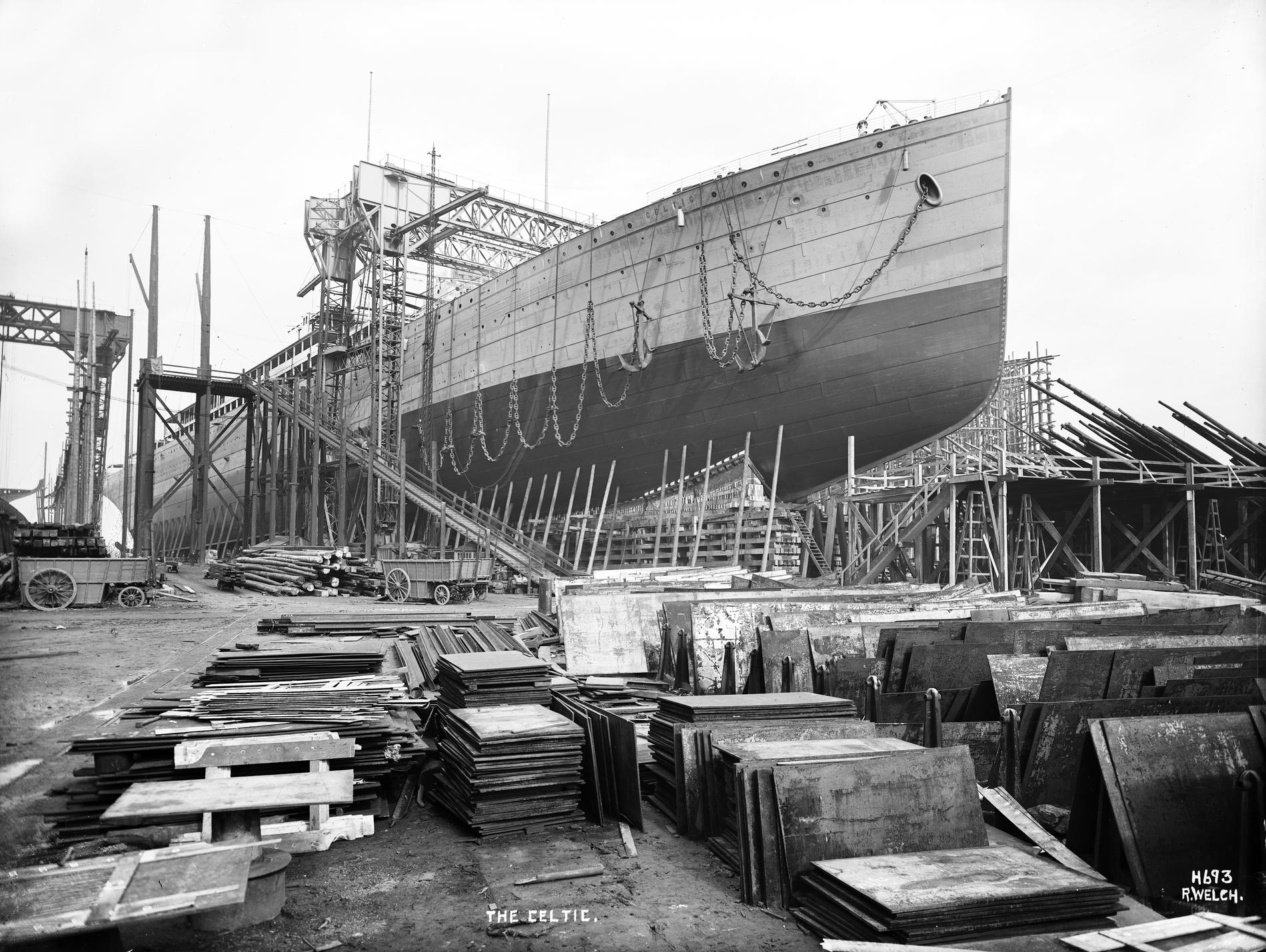
O RMS Celtic em construção no estaleiro Harland and Wolff em Belfast

Os britânicos e os alemães foram os mais famosos na construção naval durante a grande era dos transatlânticos. Na Irlanda, o estaleiro Harland & Wolff em Belfast foi particularmente inovador e conseguiu ganhar a confiança de muitas empresas de navegação, como a White Star Line. Esses gigantes estaleiros empregaram grande parte da população das cidades e construíram cascos, máquinas, móveis e botes salva-vidas. Entre os outros estaleiros britânicos bem conhecidos estavam Swan, Hunter & Wigham Richardson, o construtor do RMS Mauretania, e John Brown & Company, construtor do RMS Lusitania.
A Alemanha tinha muitos estaleiros na costa do Mar do Norte e do Mar Báltico, incluindo Blohm & Voss e AG Vulcan Stettin. Muitos desses estaleiros foram destruídos durante a Segunda Guerra Mundial; alguns conseguiram se recuperar e continuar a construir navios.

#### Outras nações
Na França, um dos principais estaleiros era o Chantiers de Penhoët em Saint-Nazaire, conhecido por construir o SS Normandie. Este estaleiro fundiu-se com o estaleiro Ateliers et Chantiers de la Loire para formar o estaleiro Chantiers de l'Atlantique, que construiu o RMS Queen Mary 2.  A França também tinha grandes estaleiros nas margens do Mar Mediterrâneo. A Itália e a Holanda também tinham estaleiros capazes de construir grandes navios (por exemplo, Fincantieri).

### Empresas de navegação

#### Britânicas

Logotipo da White Star Line

Dentre muitas companhias marítimas britânicas; duas foram particularmente distintas: a Cunard Line e a White Star Line. Ambas foram fundadas durante a década de 1830 e travaram forte competição entre si, possuindo os maiores e mais rápidos transatlânticos do mundo no início do século XX.
Porém, em 1934, após dificuldades financeiras, ocorreu a fusão de ambas, formando a Cunard White Star Ltd. O P&O também ocupava grande parte do negócio.
A Royal Mail Steam Packet Company operava como uma empresa estatal, em um relacionamento próximo com o governo. Ao longo de sua história, assumiu o controle de muitas empresas de navegação, tornando-se uma das maiores do mundo, antes que problemas jurídicos levassem à sua liquidação, em 1931. 
Já a Union Castle Line operava na África e no Oceano Índico com uma frota de tamanho considerável.

#### Alemães, franceses, e holandeses
Duas empresas rivais, a Hamburg Amerika Line (frequentemente chamada de "HAPAG") e a Norddeutscher Lloyd, competiram na Alemanha. A Primeira e a Segunda Guerra Mundial causaram muitos danos às duas empresas, com ambas sendo forçadas a renunciar aos seus navios para o lado vencedor em ambas as guerras. As duas se fundiram para formar a Hapag-Lloyd, em 1970.

Logo da Norddeutscher Lloyd

A indústria de transatlânticos na França também consistia em duas empresas rivais: a Compagnie Générale Transatlantique (comumente conhecida como "Transat" ou "French Line") e Messageries Maritimes. A CGT operou na rota do Atlântico Norte com transatlânticos bem conhecidos, como o SS Normandie e o SS France, enquanto a MM operava nas colônias francesas na Ásia e na África. A descolonização na segunda metade do século 20 levou a um declínio acentuado no lucro da MM, e ela se fundiu com a CGT em 1975, para formar a Compagnie Générale Maritime.
A Holanda tinha três empresas de navegação, mas a única a fazer viagens transatlânticas era a Holland America Line, que operava com navios famosos, como o SS Nieuw Amsterdam e SS Rotterdam. Ao contrário da indústria francesa e alemã, a linha Holland America não tinha rival doméstico na rota e competia apenas com linhas estrangeiras. As outras duas linhas holandesas eram a Stoomvaart Maatschappij Nederland (SMN), também conhecida como Netherland Line, e Koninklijke Rotterdamsche Lloyd (KRL). Ambas ofereciam serviço regular entre a Holanda e as Índias Orientais Holandesas, a colônia holandesa no Sudeste Asiático, agora conhecida como Indonésia, e tinham uma rivalidade amigável de longa data.

### Outras nações

Bandeira da Italia di Navigazione

Nos Estados Unidos, a United States Lines tentou se impor no cenário internacional, mas não conseguiu competir com as empresas europeias. 
Na Itália, a Italia di Navigazione foi fundada em 1932, como resultado da fusão de três empresas. Era conhecida por operar navios como o SS Rex e SS Andrea Doria.

## Rotas

### Atlântico Norte
A mais importante de todas as rotas dos transatlânticos era a rota do Atlântico Norte. Representava grande parte da clientela, que viajava entre os portos de Liverpool, Southampton, Hamburgo, Le Havre, Cherbourg, Cobh e Nova York. A rentabilidade veio da migração para os Estados Unidos. A necessidade de velocidade influenciou a construção dos transatlânticos para este percurso, com a Flâmula Azul atribuída ao transatlântico de maior velocidade. O percurso não era isento de perigos, já que tempestades e icebergs são comuns no Atlântico Norte. Muitos naufrágios ocorreram, entre eles o do RMS Titanic, cujos detalhes foram contados em vários livros, filmes e documentários. Esta rota era a preferida das grandes companhias marítimas e palco de competição acirrada entre elas.

### Atlântico Sul

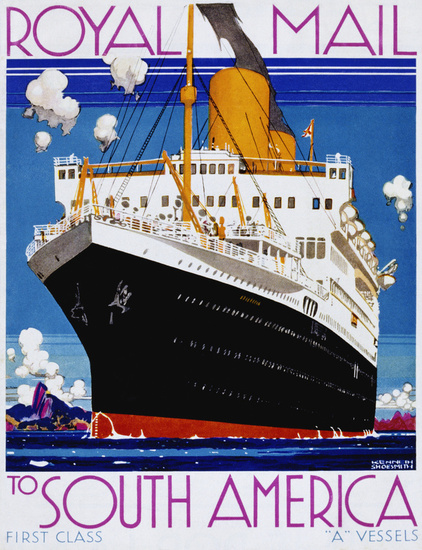
Cartaz promocional do RMS Asturias

O Atlântico Sul também era uma rota usada por transatlânticos com destino à América do Sul, mas também à África e às vezes à Oceania. A White Star Line teve assim alguns dos seus navios na linha Liverpool - Cidade do Cabo - Sydney, especificamente o Suevic. No entanto, essas linhas também permitiram que as empresas espanholas e italianas ganhassem destaque.
O Atlântico Sul não teve a forte competição ocorrida no Atlântico Norte e também sofreu menos naufrágios.  No entanto, alguns transatlânticos conseguiram alcançar a fama,  como o Cap Arcona, que se destacou pelo seu luxo, ou o Pasteur, o último navio da Messageries Maritimes.

### Mediterrâneo
O Mar Mediterrâneo era muito navegado pelos transatlânticos. Muitas empresas se aproveitaram da migração do sul da Itália e dos Balcãs para estabelecer uma linha do Mediterrâneo para os Estados Unidos. O Carpathia, que veio em socorro do Titanic durante o seu naufrágio, serviu Gibraltar, Génova e Trieste. Da mesma forma, os transatlânticos italianos cruzavam o Mediterrâneo antes de entrar no Atlântico Norte. A abertura do Canal de Suez também beneficiou o Mediterrâneo, que muitas vezes se tornou uma passagem necessária para a Ásia.

### Oceano Índico e Extremo Oriente
A colonização tornou a Ásia particularmente atraente para as companhias de navegação. Já na década de 1840, a P&O organizou viagens a Calcutá através do Istmo de Suez, já que o canal ainda não havia sido construído. O tempo que levou para viajar nesta rota para a Índia, Sudeste Asiático e Japão foi longo, com muitas escalas. A Messageries Maritimes operaram nesta rota, notadamente na década de 1930, com seus navios a motor. Da mesma forma, o La Marseillaise, colocado em serviço em 1949, foi um dos navios-almirantes de sua frota. A descolonização causou a perda de lucratividade desses navios.

## Características

### Tamanho e velocidade
Desde o seu início no século XIX, os transatlânticos passaram a atender à crescente demanda. Os primeiros navios eram pequenos e superlotados, o que gerava condições insalubres a bordo. A eliminação desses fenômenos exigia navios maiores, para reduzir a aglomeração de passageiros, e navios mais rápidos, para reduzir a duração das travessias transatlânticas. Os cascos de ferro e aço e a força a vapor permitiram esses avanços. Assim, o SS Great Western (1 340 toneladas) e SS Great Eastern (18 915 toneladas) foram construídos em 1838 e 1858, respectivamente.
 

O recorde estabelecido pela Great Eastern só foi superado 43 anos depois, em 1901, quando o RMS Celtic (20 904 toneladas) foi concluído. A tonelagem então cresceu rapidamente: os primeiros navios a ter tonelagem superior a 20 mil foram os "Big Four", da White Star Line. Os transatlânticos da Classe Olympic, com seu primeiro representante concluído em 1911, foram os primeiros a ter uma tonelagem superior a 45 mil. O SS Normandie, concluído em 1935, tinha uma tonelagem de 79 280. Em 1940, RMS Queen Elizabeth aumentou o recorde de tamanho para uma tonelagem de 83 673. Ele foi o maior navio de passageiros até 1997. Em 2003, RMS Queen Mary 2 tornou-se o maior, com 149 215 toneladas.

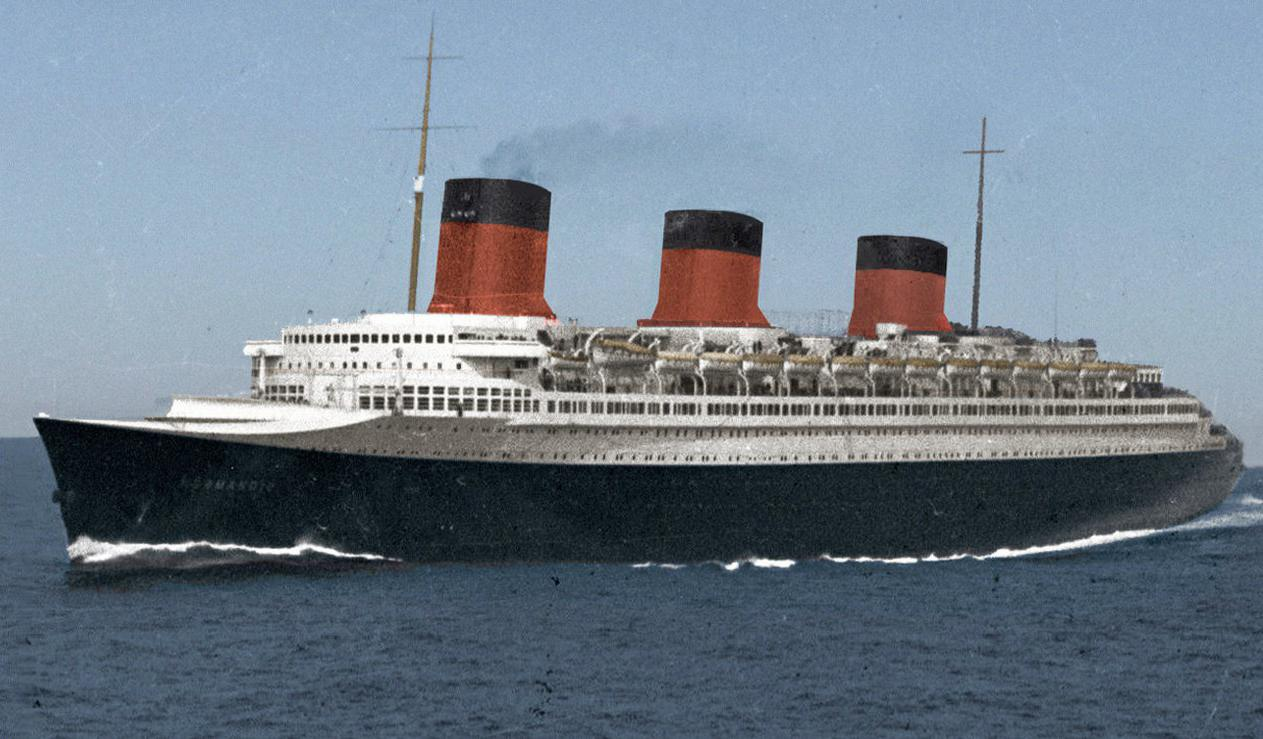
O SS Normandie em 1935

No início da década de 1840, a velocidade média dos navios era inferior a dez nós (uma travessia do Atlântico levava cerca de doze dias ou mais). Na década de 1870, a velocidade média aumentou para cerca de quinze nós e a duração de uma travessia transatlântica encurtada para cerca de sete dias, isso devido ao progresso tecnológico realizado na propulsão dos navios, quando as caldeiras a vapor rudimentares deram origem a maquinários mais elaborados, enquanto a roda de pás desapareceu gradualmente, substituída primeiro por uma e depois por dois hélices. No início do século XX, o RMS Lusitania e o RMS Mauretania atingiram uma velocidade de 27 nós. Seus recordes pareciam imbatíveis e a maioria das companhias de navegação abandonou a corrida pela velocidade em favor do tamanho, luxo e segurança.
O advento dos navios com motores a diesel e daqueles cujos motores eram a óleo, como o Bremen, no início da década de 1930, relançou a corrida pela Flâmula Azul. O Normandie venceu em 1935, mas foi derrotado pelo RMS Queen Mary, em 1938. Em 1952, o SS United States estabeleceu um recorde que permanece até hoje: 34,5 nós (3 dias e 12 horas de travessia do Atlântico). Além disso, desde 1935, a Flâmula Azul é acompanhada pelo Troféu Hales, que é atribuído ao vencedor.

### Cabines de passageiros
Os primeiros transatlânticos foram projetados para transportar principalmente migrantes. As condições sanitárias a bordo eram frequentemente deploráveis e as epidemias frequentes. Em 1848, as leis marítimas que impõem regras de higiene foram adotadas e melhoraram as condições de vida a bordo. Gradualmente, duas classes de passageiros foram criadas, chamadas de primeira classe e de terceira classe. Os passageiros da primeira classe eram abastados e gozavam de certo conforto. Já os passageiros da terceira classe se alojavam em grandes dormitórios e, até ao início do século XX, nem sempre tinham lençóis e refeições. Uma classe intermediária para turistas e membros da classe média apareceu gradualmente. As cabines foram então divididas em três graduações. As facilidades oferecidas aos passageiros evoluíram ao longo do tempo. Na década de 1870, a instalação de banheiras e lamparinas a óleo causou sensação a bordo do RMS Oceanic. Nos anos seguintes, o número de comodidades tornou-se grande, por exemplo: salas para fumantes, salões e deck de passeio. Em 1907, o RMS Adriatic chegou a oferecer banhos turcos e uma piscina. Na década de 1920, o SS Paris foi o primeiro transatlântico a oferecer uma sala de cinema.
- Um quarto de primeira classe do Titanic em 1912.
- A segunda classe do Mauretania.
- A primeira classe do Queen Mary.
- A primeira classe do Andrea Doria.

### Poluição e soluções propostas
As pessoas que vivem perto dos portos reclamam cada vez mais da poluição causada pelos navios, que utilizam óleo combustível pesado, barato mas muito poluente. No Mediterrâneo, o teor de enxofre autorizado para os combustíveis marítimos é atualmente de 1,5% para navios de passageiros, ou seja, 1 500 vezes o limite tolerado de gases no diesel em carros ou vans. Desde 2015, os portos passaram a usar outro combustível, contando apenas 0,1% de enxofre, armazenado em outro tanque. Eles também produzem partículas finas em grandes quantidades: em Marselha, a participação do transporte marítimo em partículas suspensas na atmosfera da cidade é estimada em 10 a 20%. Um barco no cais produz emissões na atmosfera equivalentes a 10 mil a 30 mil veículos, e na propulsão, cinco a dez vezes mais; o Harmonia dos mares, orgulho dos estaleiros STX em Saint-Nazaire, mesmo com diesel marítimo nos portos, ainda polui até 87 mil carros. São soluções consideradas: a ligação elétrica ao cais dos navios, para que possam cortar os seus motores diesel na paragem (Gotemburgo, Los Angeles, Vancouver) e especialmente a mudança para os motores de gás natural liquefeito, que reduziu em 85% os óxidos de nitrogênio, aniquila as emissões de óxido de enxofre e a maioria das partículas finas (95% menos do que óleo combustível pesado); vários armadores encomendaram navios movidos a gás.

## Legado e objetivos

### Símbolos nacionais
A construção de alguns transatlânticos foi resultado do nacionalismo. O renascimento do poder da marinha alemã resultou do claro desejo do imperador Guilherme II da Alemanha em ver seu país se tornar uma potência marítima. Assim, o SS Deutschland, de 1900, levou o nome de sua pátria mãe, uma honra que ele perdeu após dez anos de uma carreira aquém do esperado. O RMS Lusitania e o RMS Mauretania, de 1907, foram construídos com a ajuda do governo britânico, com o desejo de que o Reino Unido recuperasse o seu prestígio como potência marítima. O SS United States, de 1952, foi o resultado de um desejo do governo dos Estados Unidos de possuir um navio grande e rápido, que fosse conversível em um transporte de tropas. O SS Rex e o SS Conte di Savoia, de 1932, foram construídos a pedido de Benito Mussolini. Finalmente, a construção do SS France, de 1961, foi financiada pelo governo francês a pedido de Charles de Gaulle.
Alguns investimentos ganharam grande popularidade. O Mauretania e o Olympic tiveram muitos admiradores durante suas carreiras, e sua aposentadoria e demolição causaram certa tristeza. O mesmo aconteceu com o Île de France, cujo desmantelamento despertou forte emoção em seus admiradores. Da mesma forma, o Queen Mary era muito popular entre o povo britânico.
Apesar de terem se tornado obsoletos com o passar do tempo, os transatlânticos foram importantes para o desenvolvimento de novas tecnologias (máquina a vapor e cascos de metal), procedimentos de segurança e parâmetros de luxo que se perpetuam até os dias atuais.

### Desastres e incidentes marítimos

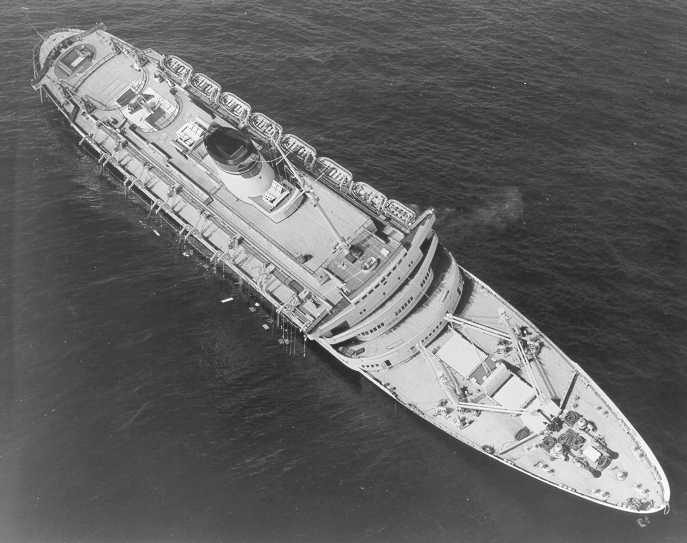
O SS Andrea Doria afundando após colidir com MS Stockholm, em 1956

Alguns transatlânticos são conhecidos hoje por terem afundado com grande perda de vidas. Em 1873, o RMS Atlantic atingiu uma rocha subaquática e afundou na costa da Nova Escócia, Canadá, matando pelo menos 535 pessoas. Em 1912, o naufrágio do RMS Titanic, que custou cerca de 1 500 vidas, evidenciou o excesso de confiança dos construtores em seus navios, como a falta de botes salva-vidas suficientes a bordo. As medidas de segurança no mar foram reexaminadas após o acidente. Dois anos depois, em 1914, o RMS Empress of Ireland afundou no Rio São Lourenço, após colidir com outro navio, matando 1 012 pessoas.
Outros exmplos são o naufrágio do RMS Lusitânia, em 1915, que resultou na perda de 1.198 vidas e provocou um clamor internacional, o afundamento do HMHS Britannic, em 1916, e o de MS Georges Philippar, que pegou fogo e afundou no Golfo de Adem, em 1932, matando 54 pessoas. Em 1956, o naufrágio do SS Andrea Doria, com a perda de 46 vidas, após uma colisão com o MS Stockholm, virou manchete. Todos estas tragédias tiveram grande impacto e geraram comoção ao redor do mundo.

## Na cultura popular

### Literatura
Os transatlânticos tiveram um forte impacto na cultura popular, seja durante sua época de ouro ou posteriormente. Em 1867, Júlio Verne contou sua experiência a bordo do SS Great Eastern em seu romance A Floating City. Em 1898, o escritor Morgan Robertson escreveu o curta-metragem Futility, or the Wreck of the Titan, que apresenta o transatlântico Titan, que atinge um iceberg e afunda no Atlântico Norte com grande perda de vidas. As semelhanças entre o enredo do romance e o naufrágio do RMS Titanic, quatorze anos depois, levaram à afirmação de teorias da conspiração em relação ao Titanic.

### Filmes
Os transatlânticos costumavam ser o cenário de uma história de amor em filmes, como Love Affair. Navios também eram usados como cenário de filmes de desastre, como em The Last Voyage, de 1960, que foi filmado a bordo do Íle de France, que servia de adereço flutuante e foi afundado para a ocasião. O filme The Poseidon Adventure, de 1972 se tornou um clássico do gênero e gerou muitos remakes. O naufrágio do Titanic também atraiu a atenção dos cineastas. Quase quinze filmes foram feitos para retratá-lo, com a produção de James Cameron, de 1997, a detentora de maior sucesso comercial.

#### Na linguagem popular
Apesar de ultrapassado, no Brasil, o termo transatlântico é por vezes erroneamente utilizado como sinônimo de grandes navios de cruzeiro.